# Henri Émilien Rousseau
Pour les articles homonymes, voir Rousseau.
Henri Rousseau dit Henri Émilien Rousseau, né le 17 décembre 1875 au Caire et mort le 28 mars 1933 à Aix-en-Provence, est un peintre orientaliste, français.

## Biographie

### Itinéraire artistique
Après avoir été reçu à l'école polytechnique, comme le lui avait demandé impérativement son père, Henri s'orienta vers la peinture qu'il étudia à Paris sous la direction du peintre pompier Jean-Léon Gérôme alors très connu, et qui avait rencontré son père en Égypte, lors d’un voyage commun dans le Sinaï, et en était devenu par la suite un ami. À la suite de sa formation, Henri obtint le second Grand Prix de Rome en 1900, puis une bourse de voyage au Salon des Artistes Français. Il parcourut alors la Belgique, la Hollande, l’Afrique du Nord, l’Espagne et l’Italie où il admira les grands maîtres (Rubens, Rembrandt, Diego Vélasquez, Murillo, le Titien, Raphaël, etc.) Particulièrement admirateur des peintres Corot et Eugène Delacroix, il prit rapidement ses distances vis-à-vis du classicisme académique de Gérôme.
Après ce périple, il se fixa à Versailles et installa son atelier à la Villa des Arts à Paris. En 1919, son épouse et lui emménagèrent à Aix en Provence dont il préférait la lumière méditerranéenne avec l'idée de soigner leur fille ainée tuberculeuse. Nommé chevalier de la Légion d’honneur au titre des arts, il y devient un peintre connu de la région. Toute sa vie, il put donc subvenir aux frais de sa famille nombreuse.
Peintre voyageur il se consacra, voyageant souvent à cheval, à la Tunisie, où il avait conservé de la parenté, à l’Algérie et surtout au Maroc, où son frère Georges, officier des affaires indigènes le guida et l'hébergea, en partie durant la guerre du Rif. En France, la Provence et la Camargue furent ses lieux de prédilection, même s'il ne fut pas insensible à la lumière de la Normandie, patrie d'origine de son épouse.
Son succès fut accompagné de nombreuses expositions à Paris, Bruxelles, Stockholm, et Marseille.

## Œuvre
Tout en peignant à l'huile les grandes toiles qu'il vendait et dont il vivait, Henri pratiqua souvent le dessin rehaussé (alliant le fusain et la gouache) qu'il préférait à l'aquarelle. A côté de ses grandes peintures à l'huile, on a de lui plusieurs centaines d'études à l'huile souvent prises sur le vif, et que certains préfèrent à ses grandes oeuvres. Il a laissé également de nombreux dessins.
Ses thèmes de prédilection restent principalement orientalistes avec notamment ses cavaliers (il était passionné de chevaux), ses fauconniers, fantasias, portes de villes fortifiées, et portraits de « caïds » ainsi que d'autres thèmes plus occidentaux tels que des paysages de Bretagne, d’Île-de-France, des manades de Camargue (12 % de son importante production) et des paysages provençaux. En plus de ses peintures, Il exécuta également une vingtaine de décorations murales d’hôtels particuliers, 250 illustrations destinées à l'édition et de nombreux portraits (Maréchal Lyautey, le Sultan du Maroc…). Il fut également reconnu comme l'un des meilleurs peintres de chevaux.
De solide formation en dessein et peinture, grâce à Gérôme, il s'éloigna vite de son académisme classique, tout en demeurant à distance des écoles alors en vogue. Par ailleurs, tout en étant orientaliste, il refusa l'exotisme oriental.
Henri a appris à ses enfants à découvrir à sa suite la lumière des paysages en penchant la tête de manière à affranchir le regard de la reconnaissance intellectuelle spontanée noyant la sensibilité aux couleurs.
Une association a été fondée pour défendre son œuvre.

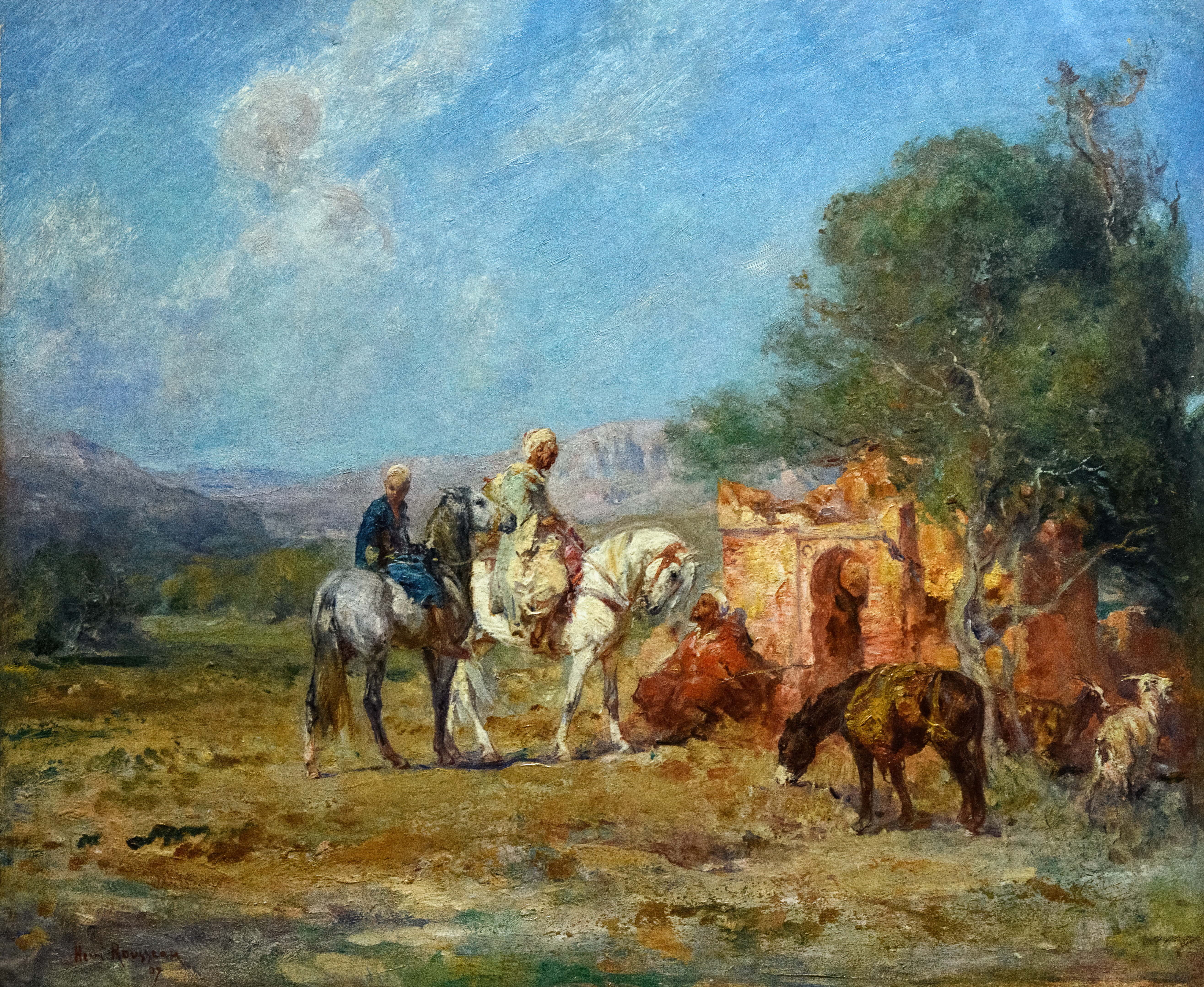
Cavaliers arabes près d'un mausolée - Musée des Beaux-Arts de Narbonne
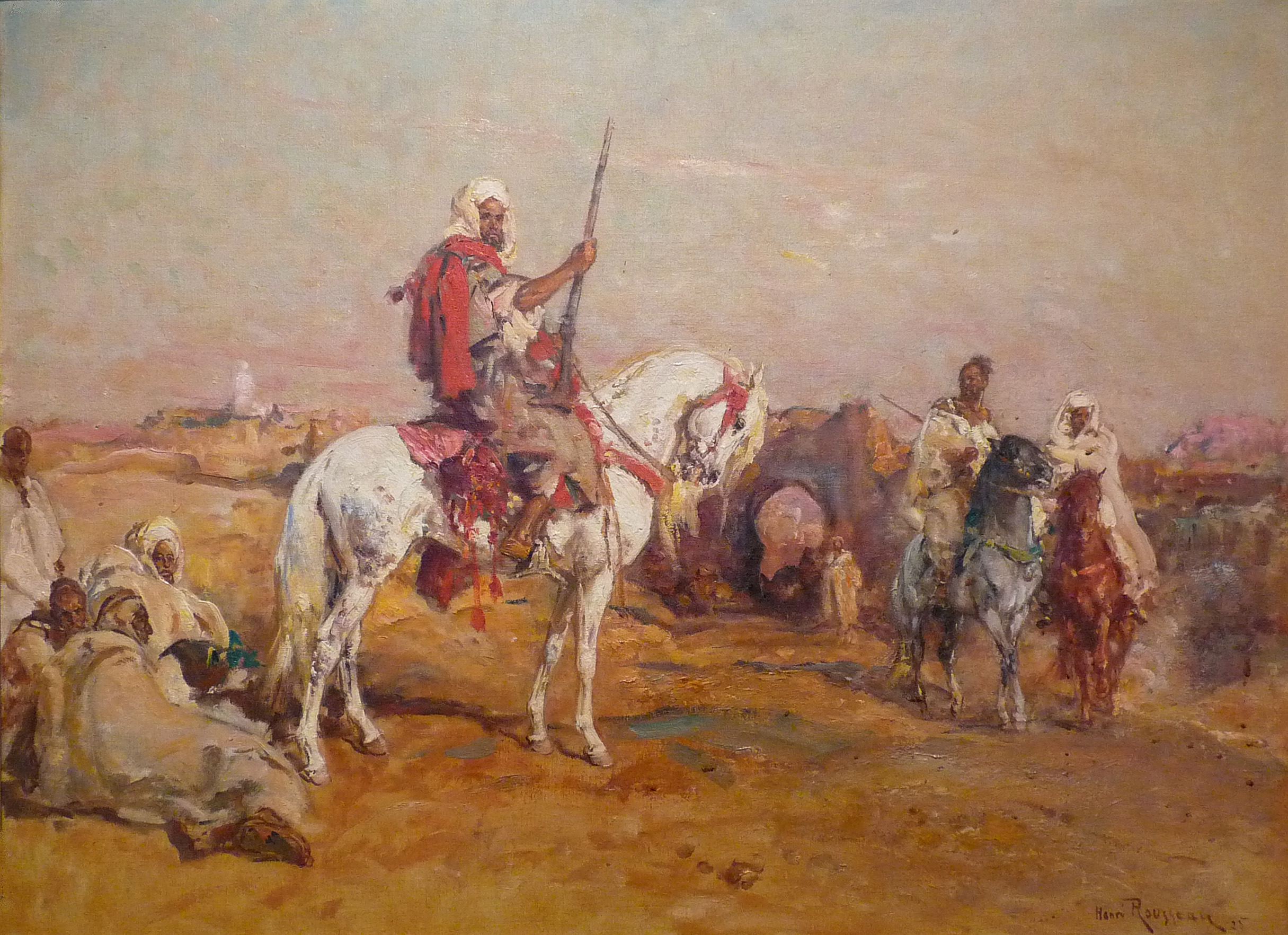
Le soir aux portes de Meknès, 1925 (Musée des beaux-arts de Mulhouse)

### Milieu familial
Henri Rousseau est le fils de Marie-Angèle Donna, Italienne et de Léon Rousseau, né d'un père français et d'une mère italienne à Tunis, en 1840 avant le protectorat. Ingénieur polytechnicien, il dirigea sous la direction de Ferdinand de Lesseps le creusement de la section de Suez du futur canal. Puis il devint ministre des travaux publics du Khédive. Henri naquit au Caire et ne découvrit la France qu'en 1881, à l'âge de six ans, lorsque sa famille quitta l'Égypte d'où les Anglais avaient évincé son père. L'un de ses frères, Georges fut officier des affaires indigènes au Maroc sous les ordres de Lyautey, un beau-frère, le général Petit qui exerça son commandement pendant la guerre de 1914, et un neveu, le général de division aérienne Georges Grimal qui exerça des commandements pendant la seconde guerre mondiale. Enfin l'un de ses frères disparut en Russie en 1917, lors du début de la guerre civile.

### Épouse et enfants
Déjà peintre reconnu, Henri épousa en 1902 Alice fille de Henri Ravanne référendaire au Sceau de France, qui, sensible à l'art, jouait de la musique et peignait des aquarelles. Henri et Alice eurent 7 enfants :
Marie Thérèse née en 1903 morte jeune fille de la tuberculose, François né en 1904, agriculteur en Camargue, marié à Geneviève Revol (sept enfants), Pierre (1905-2005) poète et magistrat colonial, marié à Hélène Doat (trois enfants), son frère jumeau Philippe (1905-1950) prêtre diocésain, Jacqueline née en 1908, mariée à Juani Ambroise-Rendu agriculteur et assureur, (quatre enfants), Jean né en 1912 théologien dominicain (1912-1954) qui fut l'un des derniers prieurs du couvent de Saint Maximin, et enfin Monique mariée à Jehan de Chassy, agriculteur et directeur de la caisse de Crédit Agricole de la Haute Garonne (huit enfants). Responsable de famille nombreuse, et âgé de trente-neuf ans, Henri fut dispensé dès le début de la guerre de 1914 d'être incorporé sous les drapeaux.

### Convictions religieuses
Né dans une famille agnostique vivant à Versailles, mais élevé chez les religieux Eudistes où il approfondit la foi reçue à son baptême, Henri vécut et demeura toute sa vie un catholique convaincu qui éleva chrétiennement avec son épouse ses sept enfants. Celle-ci a rapporté dans un livre édité à l'intention de ses enfants et de ses petits-enfants qu'Henri adhéra aux conférences de Saint-Vincent-de-Paul. Alors qu'il était d'une santé robuste, il mourut très rapidement à 57 ans d'une pneumonie (alors inguérissable) contactée à la suite d'un jeûne rigoureux de carême. Toutefois il ne bénéficia pas d'obsèques religieuses, du fait de son abonnement au Journal royaliste l'Action Française. De sa mort chrétienne, un dominicain de Saint-Maximin dira à sa veuve, qu'elle fut son chef d’œuvre:44.

## Rétrospectives
Deux expositions rétrospectives ont eu lieu en 1997 à Toulouse (musée des Augustins) en 2007 à Aix-en-Provence (musée des Tapisseries).
Le musée municipal du Pays Vaurais à Lavaur consacre une exposition à Henri Rousseau du 16 mai au 20 septembre 2015.
Les musée de Buenos Aires, Granet à Aix-en-Provence, Réattu à Arles, et une dizaine d’autres détiennent certaines de ses œuvres.
Exhibited

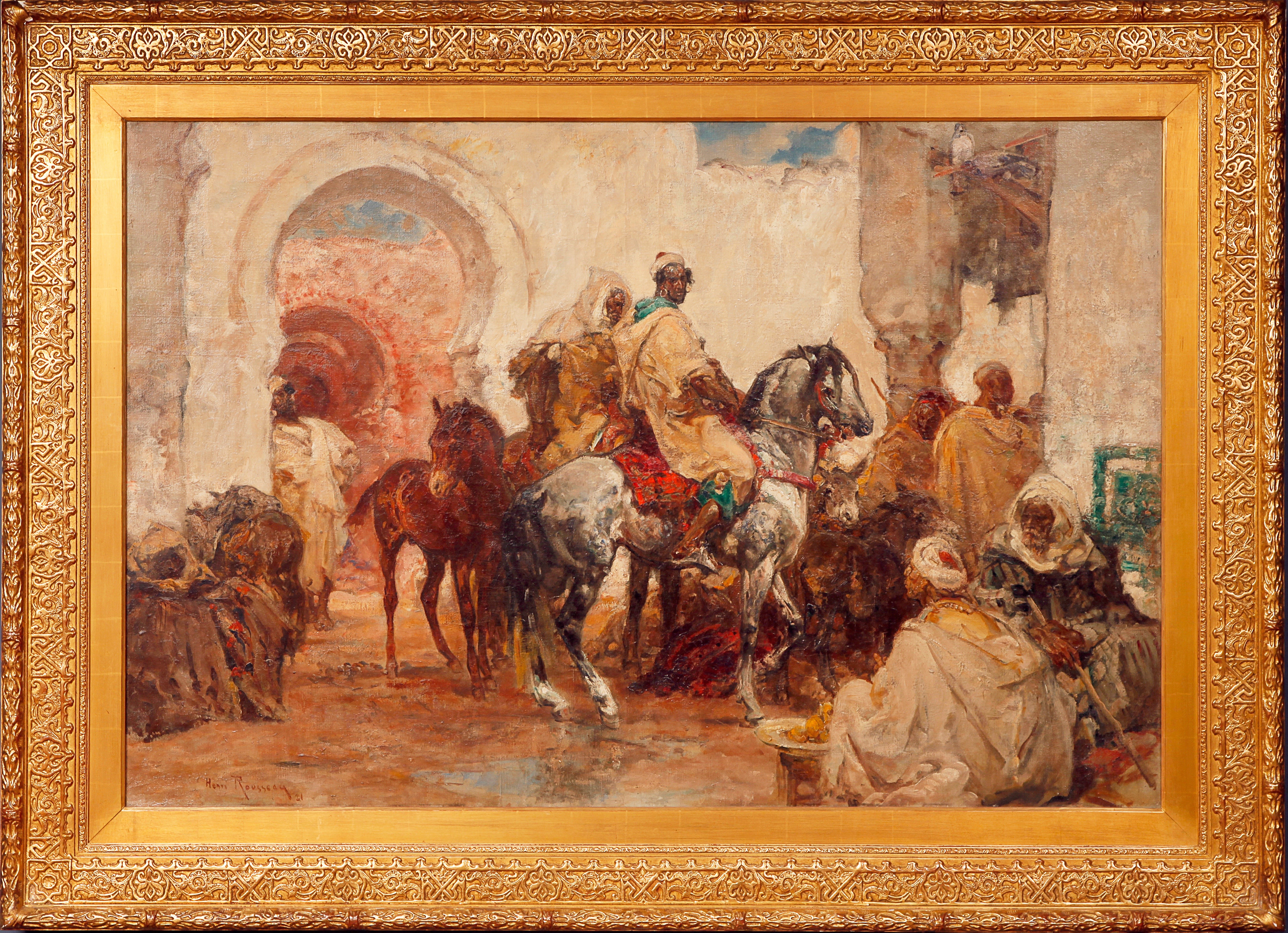
Entrée au Village, 1921, huile sur toile,, Ger Eenens Collection the Netherlands.

- From Delacroix to Kandinsky, Orientalism in Europe :
- Musées Royal des Beaux-Arts in Brussels (15 octobre 2010-9 janvier 2011)
- Kunsthalle der Hypo-Kulturstiftung in  Munich (28 janvier-8 août 2011)
- Musées des Beaux-Arts in Marseille (La vieille charité) (27 mai-28 août 2011.

Published
- Scientific catalogue of the exhibition Van Delacroix to Kandinsky, Orientalism in Europe 2010, illustration 235, page 303.
- Henri Rousseau, Le Caire 1875-Aix-en-Provence 1933, Lumière des deux rives, du 16 mai au 20 septembre 2015, Musée du Pays Vaurais.
- Paul Ruffié, Henri Rousseau, Le dernier Orientaliste 1875-1933 page 178 (Ill.) no. 1734.